# Nissan Prince Royal
Der Nissan Prince Royal war eine speziell für das japanische Kaiserhaus von Nissan angefertigtes Automobil. Es ersetzte den Rolls-Royce Phantom V, der in den 1960er-Jahren genutzt wurde und damals den aus den 1930er-Jahren stammenden Mercedes-Benz 770 ablöste. Die japanische Autoindustrie boomte in den 1960er-Jahren und das japanische Kaiserhaus suchte einen japanischen Automobilhersteller, der einen für den Kaiser von Japan geeigneten Wagen herstellen konnte. Im September 1965 kündigte die Prince Motor Co. an, sie würde zwei solcher Fahrzeuge bauen. Im Mai 1966 ging Prince in der Nissan Motor Co. auf, und so brachte man den Markennamen Nissan an den Autos an.
Wegen des hohen Wagengewichtes musste man einen 6,4-l-V8-OHV-Motor (Hubraum: 6373 cm³, Leistung: 256 bhp/260 PS (191 kW)) und spezielle Schwerlastreifen von Bridgestone verwenden. Die Vorderräder waren einzeln an doppelten Querlenkern und Schraubenfedern aufgehängt, die starre Hinterachse hing an Längsblattfedern. Alle Räder waren mit servounterstützten Trommelbremsen ausgestattet. Ein dreistufiges BorgWarner-Automatikgetriebe mit Lenkradschaltung war ebenfalls eingebaut.
Der Wagen hatte hinten Türen mit hinterem Anschlag, die in besonders weitem Winkel öffneten. Es gab acht Sitzplätze in drei Sitzreihen. Die beiden mittleren Sitzplätze waren klappbar und dienten dem Sicherheitspersonal. Zwischen ihnen befand sich eine Bar. Die hinteren Sitze waren mit dickem Polsterstoff bezogen, während der Fahrer in einem durch eine Scheibe abgetrennten Raum auf einer Ledersitzbank saß. Die Fenster aus doppellagigem Glas hatten Vorhänge. Zur Verständigung mit dem Fahrer diente ein Telefon.
2006 wurden die beiden Wagen von vier Toyota Century Royal abgelöst.

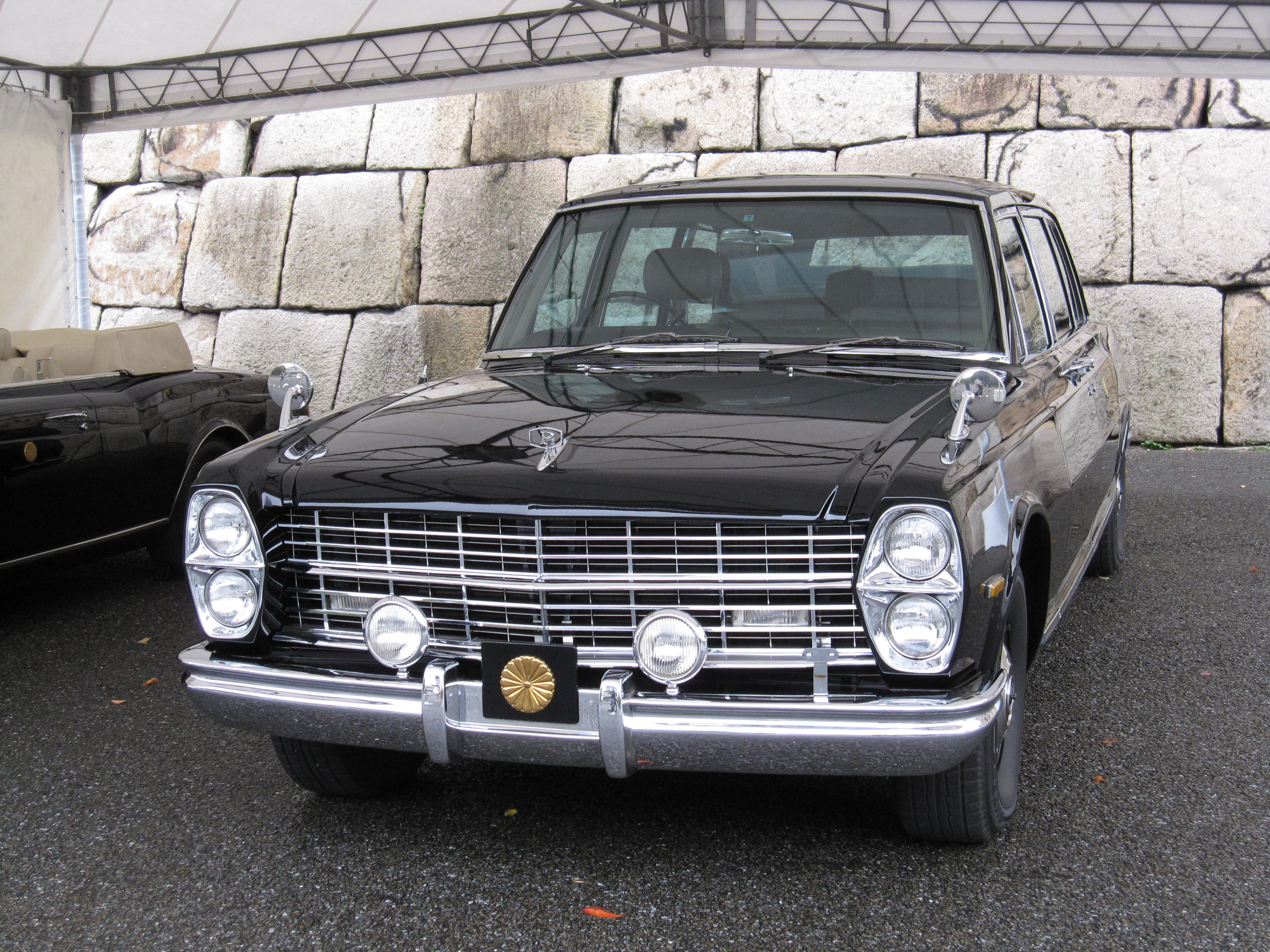
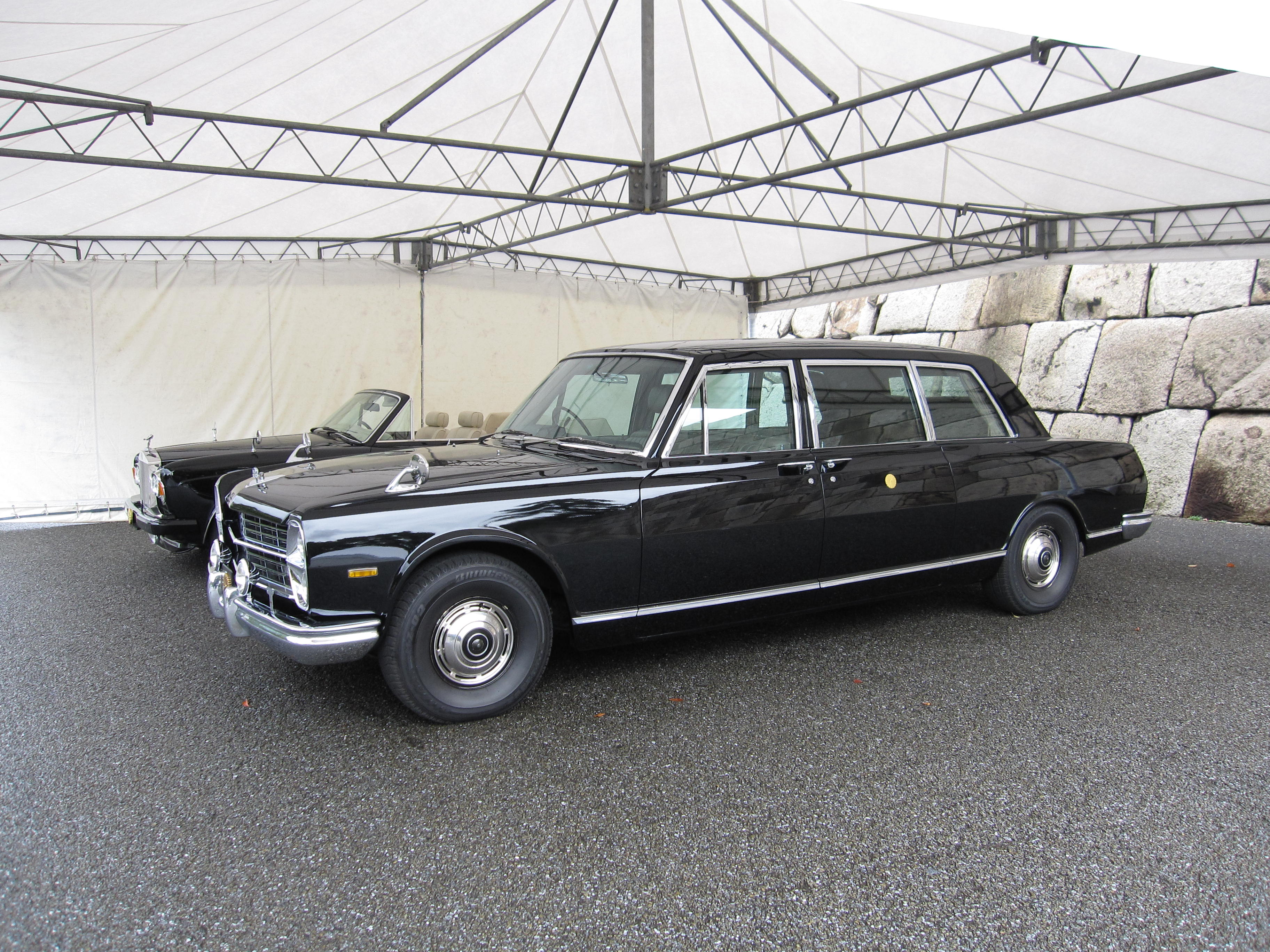
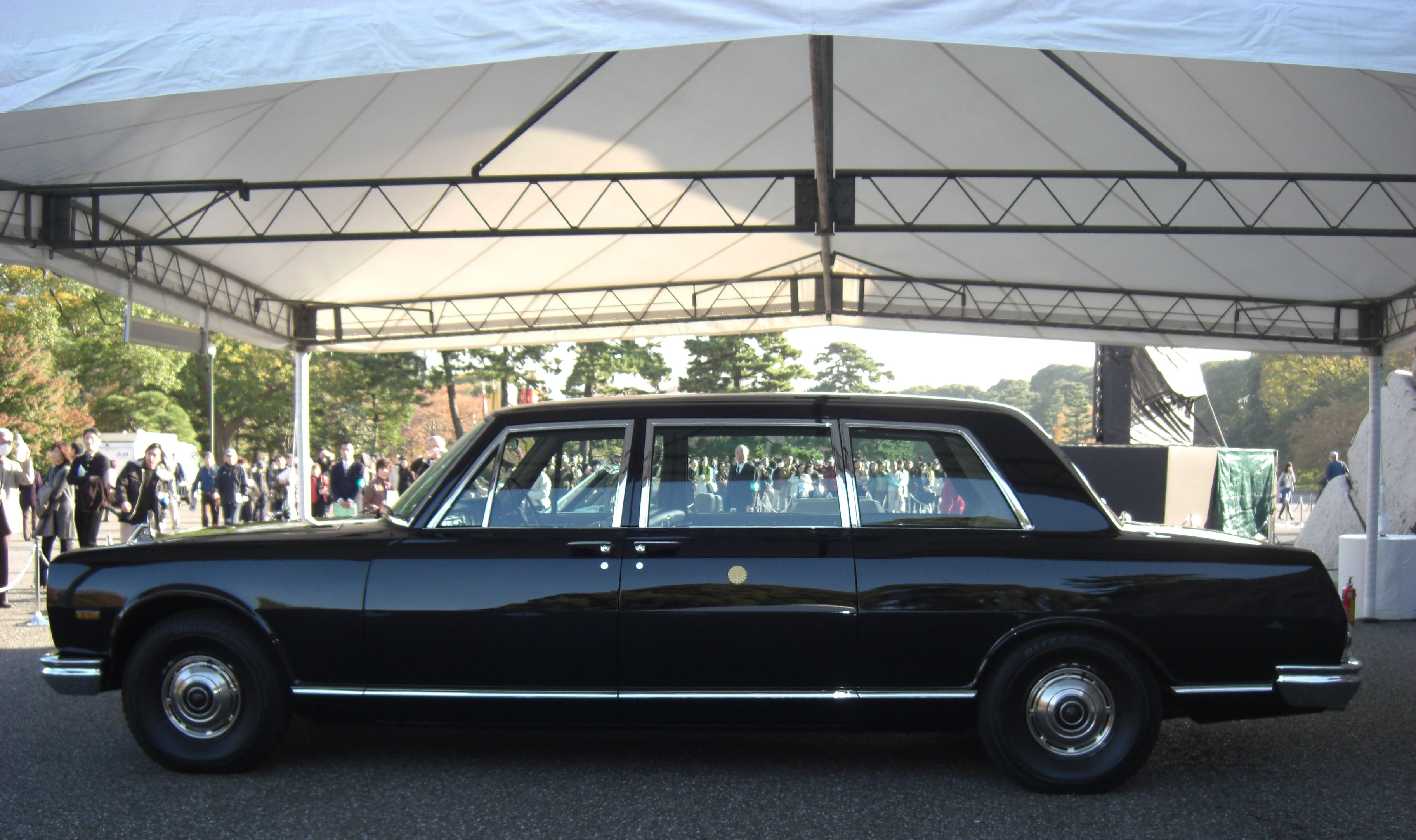
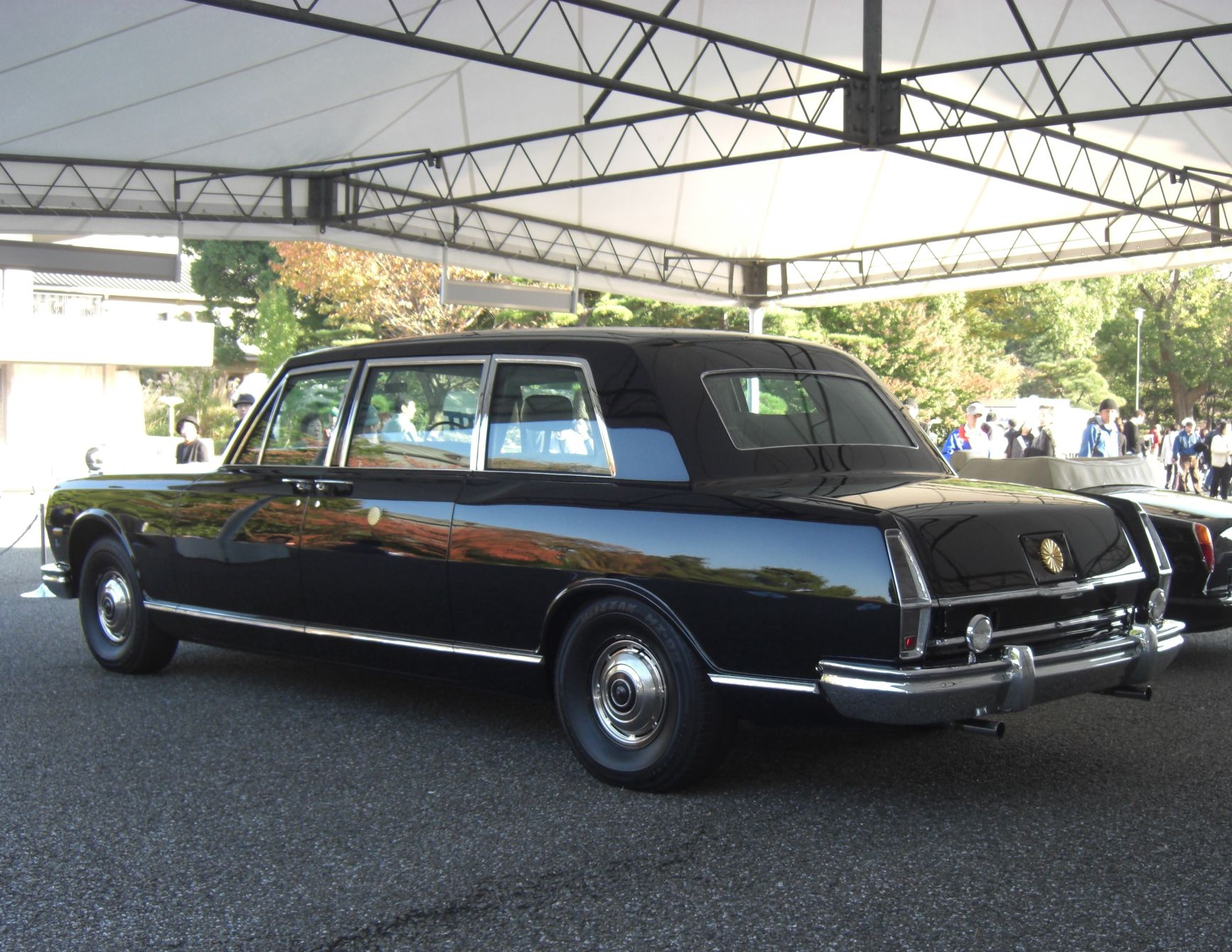